# Donald Duck Mini Pocket 10
Donald Duck Mini Pocket 10 is het tiende deel van de serie Donald Duck Mini Pocket en is een uitgave van Sanoma Uitgevers. Het bevat 302 pagina's met 10 stripverhalen van gemiddeld 30 pagina's en werd in mei 2010 uitgebracht. Het scenario is geschreven door de Walt Disney Company, evenals de tekeningen.

## Lijst van stripverhalen
| Nr. | Verhaal                     | Hoofdpersonage |
| --- | --------------------------- | -------------- |
| 1   | De lachende kip             | Donald Duck    |
| 2   | Op satellietenjacht         | Oom Dagobert   |
| 3   | En de donderknoflook        | Oom Dagobert   |
| 4   | De kosmische wolk           | Donald Duck    |
| 5   | En de poppen van de vuurgod | Oom Dagobert   |
| 6   | Een vreemde reis            | Donald Duck    |
| 7   | En de geest in de lamp      | Oom Dagobert   |
| 8   | De ruimtekarvelen           | Oom Dagobert   |
| 9   | De mysterieuze cruise       | Donald Duck    |
| 10  | De ruimtekolonies           | Oom Dagobert   |

Deel 1 · Deel 2 · Deel 3 · Deel 4 · Deel 5 · Deel 6 · Deel 7 · Deel 8 · Deel 9 · Deel 10 · Deel 11